# Пісочне тісто

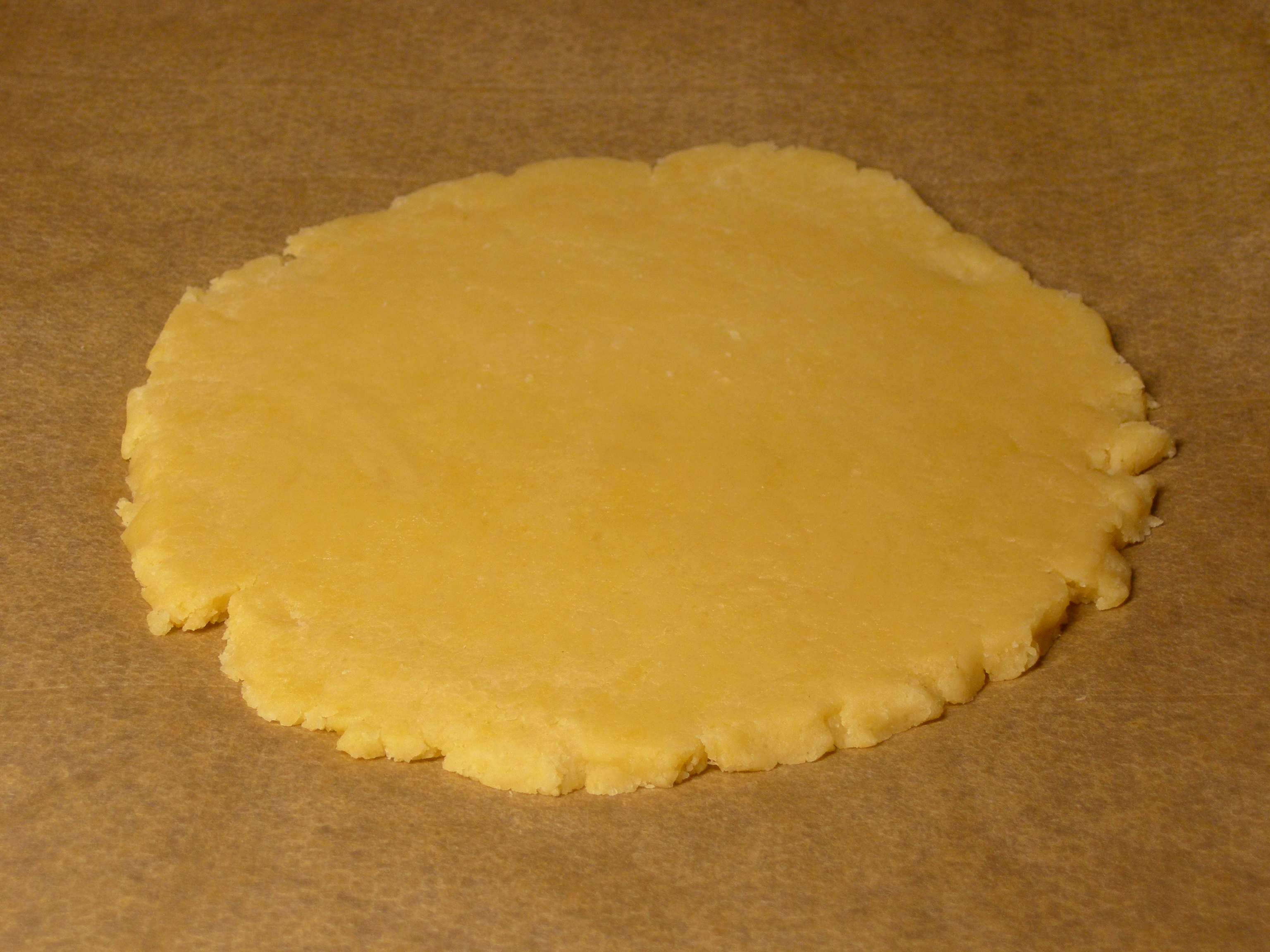
Розкачане пісочне тісто.

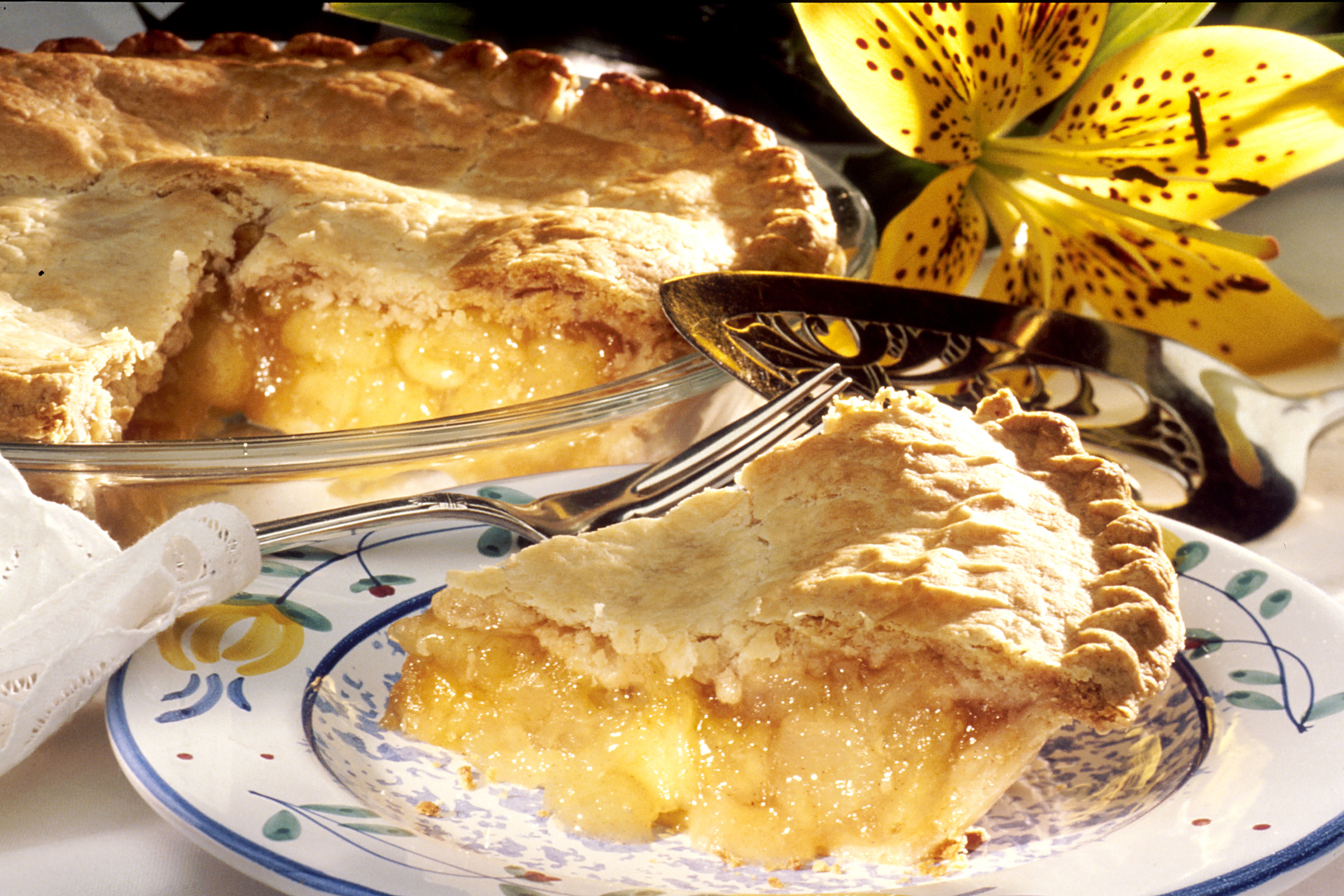
Яблучний пиріг із пісочного тіста.

Піскове тісто (фр. pâte brisée) — вид тіста з розсипчастою структурою. Може бути солодким або без цукру, звичайним або ароматизованим.

## Складники
Крихка структура пісочного тіста утворюється завдяки високому вмісту жирів (вагове співвідношення борошна до жиру повинне бути 2:1). Додатковими інгредієнтами для тіста можуть бути жовтки, цукор, горіхи, вода, ароматизатори та сіль. Як правило, розпушувачі використовуються в окремих випадках.

## Приготування
Для приготування тіста продукти повинні бути холодними, інакше масло в тісті може розм'якшитися і відокремитися від інших складників, що спричинює втрату еластичності тіста при розкочуванні і твердості випечених виробів. Спочатку змішують масло, цукор (також яйця і приправи, якщо необхідно), потім додають борошно і січуть всі продукти в крихту, після цього акуратно розминають крихту руками до отримання однорідного тіста. Довго місити тісто не варто, інакше воно втратить пластичність. Потрібно уникати тривалого контакту тіста з теплими руками, тому що це підвищує його температуру, а це спричинить використання більшої кількості борошна, і вироби з такого тіста будуть твердими і нерозсипчастими. Після того, як тісто готове, його загортають у плівку і тримають в холодному місці 30–60 хвилин. Охолоджене тісто можна легко розкачати в тонкий пласт або виробити з нього фігурки. У випадку, якщо виріб має бути товщим, ніж 0,8–1,0 см, доцільно при замішуванні тіста додати в нього розпушувач.

## Вироби з пісочного тіста
Пісочне тісто можна використовувати для приготування печива, тістечок, пирогів (тартів, кішів) та тортів. Несолодке пісочне тісто часто використовують для виготовлення тарталеток та відкритих пирогів таких як кіш , тарт, галета), які можна начиняти не лише солодкою, а й солоною начинкою. При цьому, часто спочатку тісто викладають у форму і випікають його до золотистого кольору, і лише потім додають начинку. Готові вироби з пісочного тіста розсипчасті і мають високу калорійність.

## Послідовність приготування пісочного пирога з полуницями

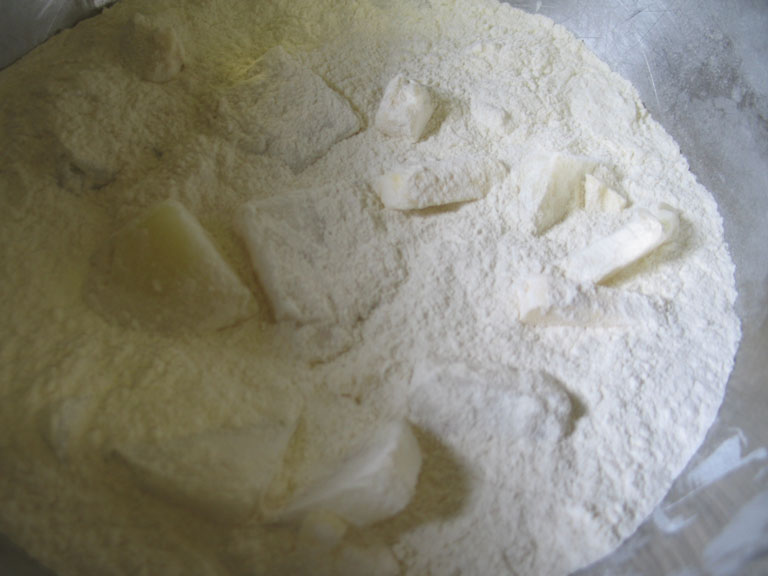
Шматочки масла в борошні
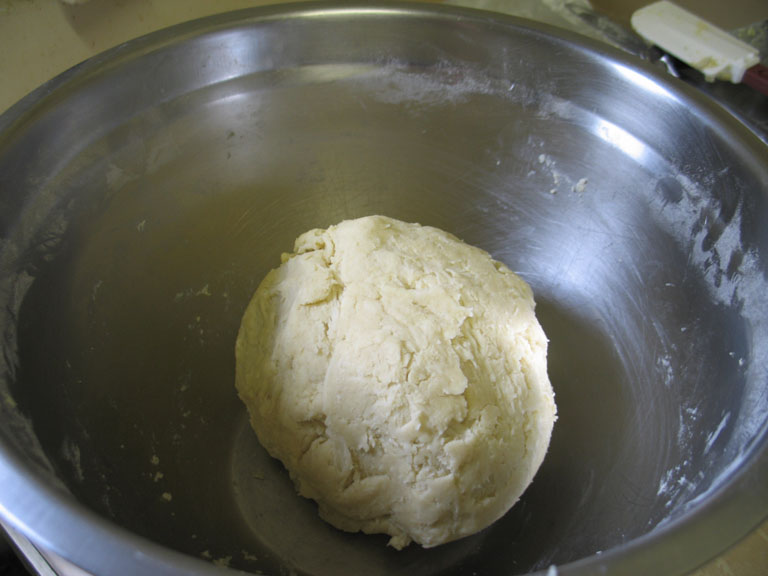
Готове пісочне тісто
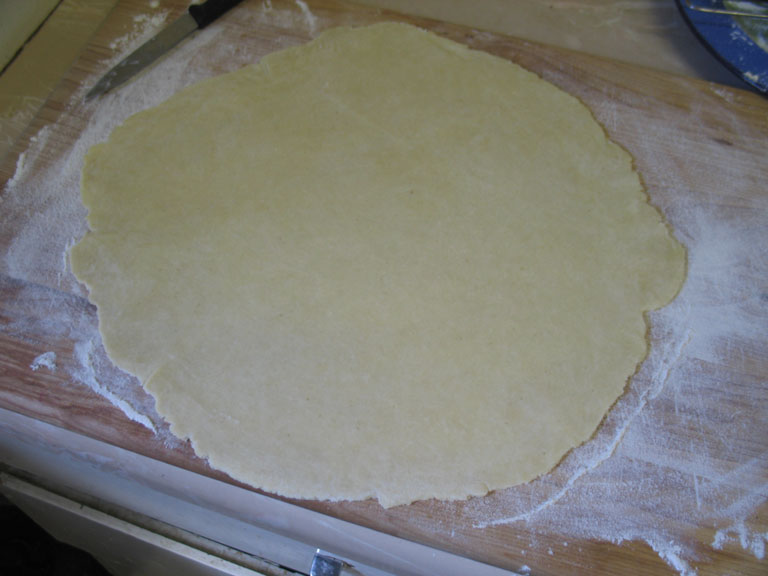
Розкатане пісочне тісто
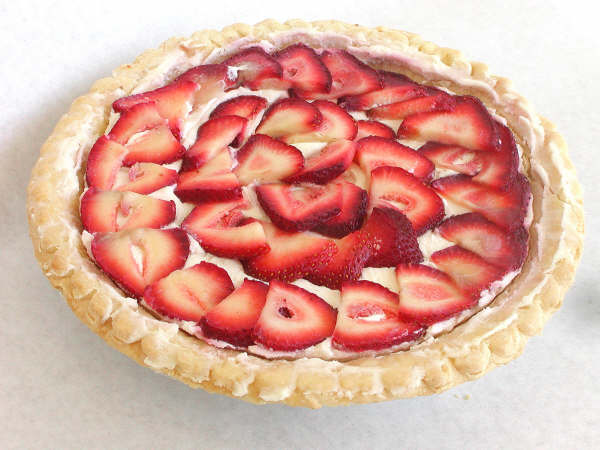
Наповнена полуницями заготовка із пісочного тіста

## Різновиди пісочного тіста
- Pâte à foncer — це французьке пісочне тісто, яке містить яйце. Яйце та масло змішують разом з невеликою кількістю цукру та солі, перш ніж борошно додається в суміш, і додається холодна вода, щоб зв’язати їх.[1]
- Pâte brisée схоже на pâte à foncer, але легше і делікатніше завдяки збільшеній кількості вершкового масла – до трьох-п’яти від кількості борошна. Дуже часто готується без цукру, як солоний корж для пирогів.[1]
- Pâte sucrée (солодке тісто, солодке тісто або солодка паста) готується з більшою кількістю цукру, який підсолоджує суміш і перешкоджає волокнам глютену, створюючи тісто, що легко розсипається у роті. Альтернативний варіант – випічка без глютену.
- Pâte sablée містить ті самі інгредієнти, що й pâte sucrée, але масло збивається з цукром і яйцями перед додаванням борошна. Це змішує масло більш рівномірно, що робить тісто набагато менш слоїстим, створюючи більш «хрустке» та сухе тісто замість розсипчастої текстури попереднього тіста. Sablée краще підходить для солодких тартів, чайного печива та печива трубочками, ніж інше пісочне тісто, оскільки воно набагато ефективніше зберігає форму та є основою для імбирного печива та сендвічного печива. Вода не потрібна, і тісто також не особливо чутливе до температури.